# Flinders University
Die Flinders University (kurz: „Flinders“) ist eine nach Matthew Flinders benannte Universität in der australischen Stadt Adelaide (South Australia).
Hauptstandort der 1966 gegründeten Hochschule ist der „Campus Bedford Park“, der circa 10 km außerhalb von Adelaide an einem See liegt. Lehrzentren befinden sich im Lincoln Marine Science Centre Port Lincoln, NT Clinical School Darwin und Alice Springs, Centre for Remote Health Alice Springs.
Zur Universität gehören über 20 unabhängige Forschungszentren, und es werden allein über 80 Aufbaustudiengänge angeboten.

## Zahlen zu den Studierenden
2021 waren 25.692 Studierende an der Flinders University eingeschrieben (2016: 24.864, 2017: 25.303, 2018: 25.784, 2019: 25.531, 2020: 25.944). 15.337 davon (59,1 %) hatten noch keinen ersten Abschluss, 15.264 davon waren Bachelorstudenten. 9.752 (37,6 %) hatten bereits einen ersten Abschluss und 904 davon arbeiteten in der Forschung.
Im Jahr 2007 waren in der Universität 15.110 Studenten immatrikuliert, davon waren circa 1.750 ausländische Studenten aus mehr als 70 Ländern. Sie wurden von 631 wissenschaftlichen Mitarbeitern betreut.

## Fakultäten
- Erziehungs-, Geistes- und Rechtswissenschaften sowie Theologie

mit den Studienrichtungen Archäologie, Kreative Kunst, Kulturtourismus, Behindertenforschung, Bildung (Primary, Secondary), Gesetz und Rechtsprechung, Justiz und Gesellschaft sowie Theologie.
- Gesundheitswissenschaften

mit den Studienrichtungen Rettungswesen, Biotechnologie, Behindertenforschung, Umweltgesundheit, Gesundheitswissenschaften, Medizinwissenschaften, Medizin, Geburtshilfe, Krankenpflege, Ernährung und Diätlehre sowie Sprachkrankheitslehre.
- Natur- und Ingenieurwissenschaften

mit den Studienrichtungen Biowissenschaften, Chemie, Physik, Geowissenschaften, Informatik, Ingenieurswesen, Informatik, Informationstechnik, Mathematik und Statistik
- Gesellschaftswissenschaften

mit den Studienrichtungen Rechnungswesen, Angewandte Raum- und Informationstechnologie, Kunst, Banking und Internationale Finanzwirtschaft, Verhaltenswissenschaft, Geschäft und Wirtschaft, Handels, Volkswirtschaft, Umweltmanagement, Internationales Geschäft, Internationale Studien, Psychologie, Wissenschaft und Wirtschaft, Sozialarbeit und Sozialarbeit und Planung